# Monstera spruceana
Monstera spruceana är en kallaväxtart som först beskrevs av Heinrich Wilhelm Schott, och fick sitt nu gällande namn av Adolf Engler. Monstera spruceana ingår i släktet Monstera och familjen kallaväxter. Inga underarter finns listade.